# Nadežda Tokareva
Nadežda Tokareva — (rusko Надежда Владимировна Токарева), * 27. november 1977, Penza, Rusija) rusko-slovenska violinistka in violinski pedagog.

## Življenjepis
Diplomirala je iz violine z odliko na Moskovskem državnem konservatoriju P. I. Čajkovskega v razredu vrhunskega pedagoga, profesorja Eduarda Grača. Podiplomski študij je končala leta 2003.
Lavreatka mednarodnih tekmovanj:

III nagrada VII. Mednarodnega tekmovanja Kloster Schontal (Nemčija, 1997)
 
Grand Prix I. Mednarodnega tekmovanja "Violina Severa" (Jakutsk, 1997)
 
I nagrada II. Mednarodnega tekmovanja A.I. Jampolskega (Penza, 1999)
 
Posebna nagrada XII. Mednarodnega tekmovanja P.I. Čajkovskega (Moskva, 2002)
 
Posebna nagrada Mednarodnega tekmovanja Marguerite Long–Jacques Thibaud (Pariz, 2002) 
 
II nagrada na I. Moskovskem tekmovanju violinistov Nicoloja Paganinija (Moskva, 2003) 

Nagrajenka Mednarodnega festivala »Aprilska pomlad« (Severna Koreja, 2006)
Od leta 1999 do 2012 je delovala kot solistka-violinistka Moskovske državne akademske filharmonije.
Nastopala je v največjih Moskovskih koncertnih dvoranah: v Veliki in Mali dvorani Moskovskega konservatorija, v dvorani Čajkovskega, v dvorani Svetlanova in v komorni dvorani Mednarodnega Doma Glasbe. Umetnica je sodelovala praktično z vsemi simfoničnimi orkestri glavnega mesta in s številnimi orkestri v Rusiji in v tujini. Koncertno se je udejstvovala v več kot 30 državah, vključno z Rusijo, ZDA, državami Zahodne in Vzhodne Evrope, Izraelom, Turčijo, Vjetnamom, Kitajsko in Japonsko.
Se posveča tudi glasbenopedagoški dejavnosti:

Od leta 2002 do 2013 je delovala na Moskovskem državnem konservatoriju kot docent in tajnik katedre pod vodstvom prof. E. Grača.
 Od leta 2011 do 2013 je docentka violine na Državni klasični akademiji Majmonid v Moskvi.

Od leta 2006 do 2009 je profesorica na Univerzi Kurashiki Sakuyo na Japonskem.

V sezoni 2011/12 je koncertna mojstrica Simfoničnega orkestra RTV Slovenija.
Leta 2011 se je preselila v Slovenijo, zaradi svojih umetniških dosežkov je v kratkem času tudi pridobila slovensko državljanstvo.V Sloveniji je naredila svoj koncertni debut, ko je v eni noči zamenjala solista ter izvedla Koncert za violino in orkester P. I. Čajkovskega na jubilejnem koncertu Antona Nanuta. Po odmevnem koncertu so jo zasuli s ponudbami za studijska snemanja. Posnela je ves opus za violino in klavir slovenskega skladatelja Iva Petrića,  skladbe Janeza Matičiča, Lojze Lebiča, Nenada Firšta, 
Mihaela Paša, Igorja Štuhca, Janija Goloba ter obilico skladb ruskih, sovjetskih in drugih avtorjev. Sposobna je prilagajati svoj slog in zadostiti zahtevam širokega kroga glasbenega repertoarja, od baroka do sodobne glasbe. Je avtorica številnih transkripcij in priredb za violino ter interpretka mnogih krstnih izvedb del slovenskih in tujih skladateljev.
Koncertira tako solistično kot tudi v komornih sestavih v dvoranah po vsej Sloveniji in v tujini. Sodeluje s Cankarjevim domom, Programom ARS, Prešernovim skladom, Festivalom Ljubljana. Nastopila je v Kulturnem domu Nova Gorica, Narodnem domu Celje, DSS, DSR, SKICA in še na nekaterih drugih prizoriščih.

## Discografija
- 2004 —  A.Ešpaj Concert št. 3 za violino in orkester (Musical publishing house "Harmony") [13]
- 2005 —  W.A.Mozart Concert za violino in orkester D-dur, KV 211 (DOWANI, DOW 04513-400) [14]
- 2015 —  I.Petrić Vsi skladbe za violino in klavir (Ars Slovenika, Ed.DSS 2015102) [8]